# Резолюція Ради Безпеки ООН 2
Резолюція Ради Безпеки ООН 2, прийнята 30 січня 1946 року, закликала Іран і Радянський Союз до вирішення конфлікту, що до окупації радянськими військами терену Ірану. Рада Безпеки закликала до переговорів між двома сторонами в будь-який час.
Резолюція була прийнята одноголосно.